# Гринсборо (станция метро)
Гринсборо (англ. Greensboro) — наземная (полуоткрытая) станция Вашингтонгского метро на Серебряной линии. Проектные названия: Тайсонс-Сентрал 7, Тайсонс-Сентрал. Структурная конструкция станции — наземная полуоткрытая — это обусловлено тем что южное окончание станции является западным входом для соединительного туннеля, ведущего к дороге штата Виргиния №123 (Чейн-бридж-роад), в то время как надземный переход через дорогу штата Виргиния №7 лежит в направлении на восток. Она представлена одной островной платформой. Станция обслуживается Washington Metropolitan Area Transit Authority. Расположена в Тайсонс-Конэ посреди дороги штата Виргиния №7 (Лисбург-Пайк), округ Фэрфакс штат Виргиния. Пассажиропоток — 1 071 человек в день(на 2015 год).
Станция была открыта 26 июля 2014 года.
Открытие станции приурочено к введению в эксплуатацию 1-й очереди Серебряной линии — участка длиной 18,7 км и открытием ещё 4 станций: Маклин, Тайсонс-Конэ, Спринг-Хилл и Вель — Рестон-Ист.